# Stack-O-Tracks
Stack-O-Tracks è un album compilation di brani strumentali del gruppo musicale statunitense The Beach Boys pubblicato nel 1968.
Stack-O-Tracks è attualmente disponibile in formato CD abbinato a Beach Boys' Party!, con l'aggiunta di altre tracce bonus solo strumentali.

## Il disco
Terzo ed ultimo album dei Beach Boys ad uscire nel 1968, dopo Friends e Best of The Beach Boys Vol. 3, Stack-O-Tracks (Capitol (D) KAO 2893) venne considerato un ennesimo tentativo da parte della Capitol Records di lucrare ulteriormente sul nome dei Beach Boys. La strategia commerciale però, fallì miseramente, in quanto l'album non entrò in classifica né in U.S.A. né in Gran Bretagna. Musicalmente l'album è costituito dalle sole basi strumentali di brani già noti, sulle quali gli acquirenti erano invitati a cantare in stile karaoke con l'ausilio di un libretto con i testi accluso alle copie originali in vinile dell'album.

## Tracce
- Tutti i brani sono opera di Brian Wilson e Mike Love, eccetto dove indicato.

1. Darlin' – 2:12
2. Salt Lake City – 1:58
3. Sloop John B (Trad. arr. Brian Wilson) – 3:04
4. In My Room (Brian Wilson/Gary Usher) – 2:13
5. Catch A Wave – 2:00
6. Wild Honey – 2:35
7. Little Saint Nick – 1:49
8. Do It Again – 2:11
9. Wouldn't It Be Nice (Brian Wilson/Tony Asher/Mike Love) – 2:11
10. God Only Knows (Brian Wilson/Tony Asher) – 2:37
11. Surfer Girl (Brian Wilson) – 2:16
12. Little Honda – 1:36
13. Here Today (Brian Wilson/Tony Asher) – 3:06
14. You're So Good To Me – 1:55
15. Let Him Run Wild – 2:13

### Bonus tracks CD
- Help Me, Rhonda - 2:54
- California Girls - 2:45
- Our Car Club - 2:14